# Jacqueline Shipanga
Jacqueline Shipanga (née le 3 janvier 1976) est une footballeuse namibienne devenue par la suite sélectionneuse de l'équipe de Namibie de football féminin.

## Biographie
Alors que les modèles de son enfance sont les champions de tennis, Jacqueline Shipanga se lance dans le football, malgré la désapprobation de sa famille. Elle poursuit néanmoins ses études en parallèle, obtenant un Master. Elle s'impose en sélection nationale, où elle évolue en défense centrale, jusqu'à en prendre le capitanat. 
Elle est ensuite formée au métier d'entraîneur via un programme allemand et devient sélectionneuse de l'équipe nationale senior, des moins de 20 ans et des moins de 17 ans. Shipange est également membre du groupe d'étude technique de la FIFA.